# Bracco italiano
Il bracco italiano è una razza di cani da caccia, di origini italiane.

## Storia
Il bracco italiano è un cane selezionato nel basso medioevo da limieri muti con speciale capacità per fermare uccelli. Un cane da ferma di probabile origine italiana è citato per prima volta nella opera di Brunetto Latini e Alberto Magno. Anche Dante, nel suo celebre sonetto Sonar bracchetti lo cita: infatti, "bracchetto", in questo caso, sta a significare "cane da caccia" o addirittura "cane che abbaia" in generale e non solo segugio, come molti potrebbero pensare.
Selezionato e apprezzato per le sue qualità venatorie, già nel XV secolo venne esportato dall'Italia alla corte dei re di Francia.
Dopo un periodo di decadenza fra la fine del XIX e gli inizi del XX secolo, negli ultimi cinquanta anni il Bracco Italiano ha vissuto una nuova diffusione e si ripresenta oggi pienamente rigenerato a seguito di selezioni molto accurate che ne hanno salvato le caratteristiche originali.
Da prima della seconda guerra mondiale si mette in luce col proprio lavoro Paolo Ciceri, presidente e cofondatore (assieme a Camillo Valentini) della S.A.B.I., considerato il padre del Bracco Italiano. Molti libri sono stati scritti da lui in materia, e i suoi cani, selezionati in modo quasi maniacale, sono stati considerati come uno standard di razza. Il continuatore della linea braccofila di Paolo Ciceri è stato Giovanni Pietro (Gian Piero) Grecchi di Caselle Landi.
Un grande soggetto, campionessa del mondo nell'anno 2000, è stata Rivana del Monte Alago.

## Caratteristiche

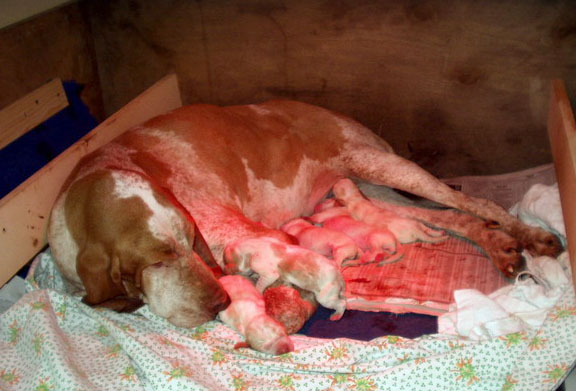
Un Bracco Italiano femmina, dal manto Bianco-Arancio, con la sua cucciolata

Il manto è principalmente diviso in due colorazioni: bianco punteggiato di arancio (bianco-arancio) e bianco punteggiato di marrone (roano-marrone). Esistono anche dei soggetti pezzati.
Vietate dallo standard di razza ufficiale dell'E.N.C.I. qualsiasi tipo di focatura, tipiche di altre razze canine, vietato anche l'unicolore e le tracce di nero.
Molto versatile, si adatta ad ogni tipo di caccia, ha altissimo senso della ferma. Assieme allo Spinone Italiano sono le uniche due razze da ferma dei cani da caccia italiani.
Dotato di ottimo carattere, ha facilità nell'essere addestrato, soprattutto se con dolcezza.
Ottimo cane da lavoro, come cane da ferma si usa fondamentalmente nella caccia di volatili (quaglie, pernici, fagiani, beccacce e beccaccini), ma è versatile e riesce a fermare anche lepri e conigli.
Allevato nel rigoroso rispetto delle sue qualità di caccia, riesce a far confluire nei medesimi soggetti ottimo comportamento e tipicità morfologica.
È la razza con la più alta partecipazione alle prove rispetto al parco cani esistenti. Non presenta particolari problemi di salute o tare ereditarie.

## S.A.B.I. Società Amatori Bracco Italiano
Chi si occupa della diffusione e rispetto dello standard di razza del bracco italiano è la S.A.B.I., Società Amatori del Bracco Italiano, fondata a Lodi nel 1949 da Camillo Valentini e Paolo Ciceri insieme ad altri cacciatori e giudici cinofili.
La S.A.B.I. annovera quasi tutti gli associati in Europa (Italia, maggiormente; ma anche Francia, Paesi Bassi, Danimarca, Finlandia e Belgio). Troviamo iscritti anche nel Regno Unito, Spagna, Portogallo, Stati Uniti, Canada, Brasile, Uruguay, Colombia, Cile e Giappone.

### Cronotassi dei Presidenti S.A.B.I.
- Camillo Valentini
- Paolo Ciceri
- Gianbattista Benasso
- Giuseppe Colombo Manfroni
- Cesare Bonasegale
- Giovanni Pietro Grecchi
- Giuseppe Colombo Manfroni
- Cesare Manganelli
- Alessandro Ermini (attuale)

### Consiglio direttivo S.A.B.I (attuale)
- Alessandro Ermini (Presidente)
- Giulia Del Buono (Vice Presidente)
- Francesco Poggi
- Nicola Nascimbeni
- Marco Betti
- Carlo Barzi
- Claudio Cortesi
- Giancarlo Cioni
- Andrea Tureddi

## Galleria d'immagini

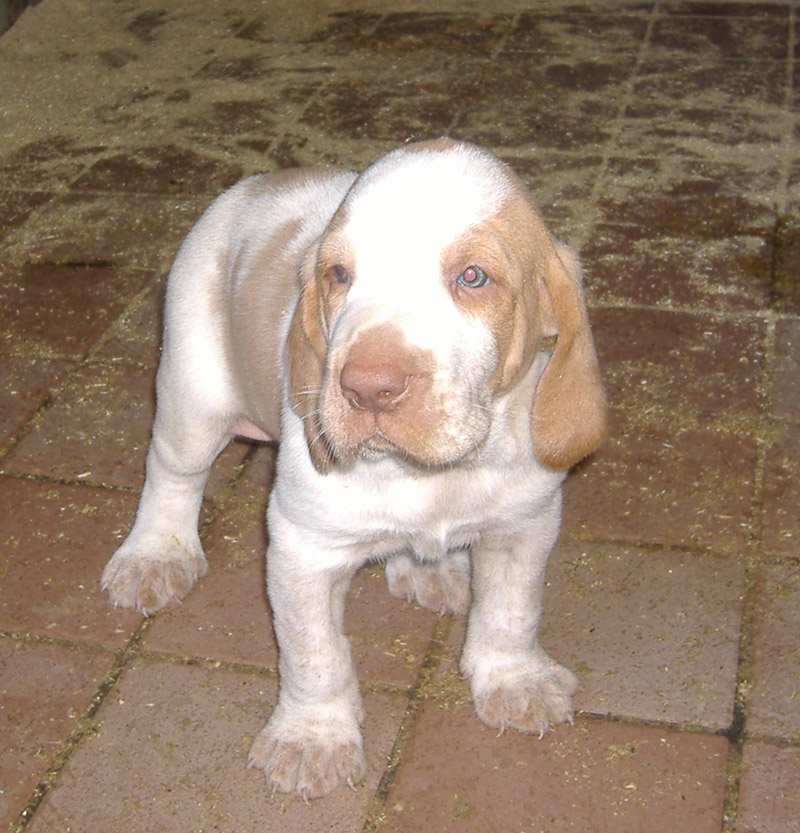
Cucciolo di Bracco Italiano dal manto bianco-arancio
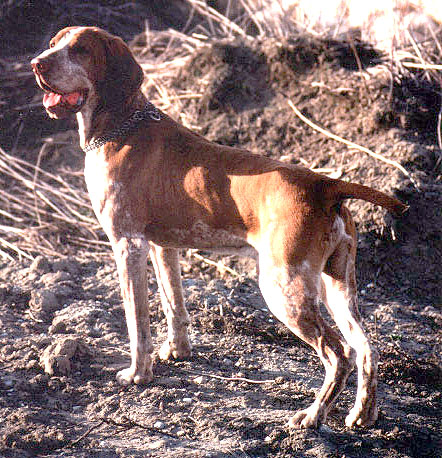
Umago dei Ronchi, campione italiano assoluto
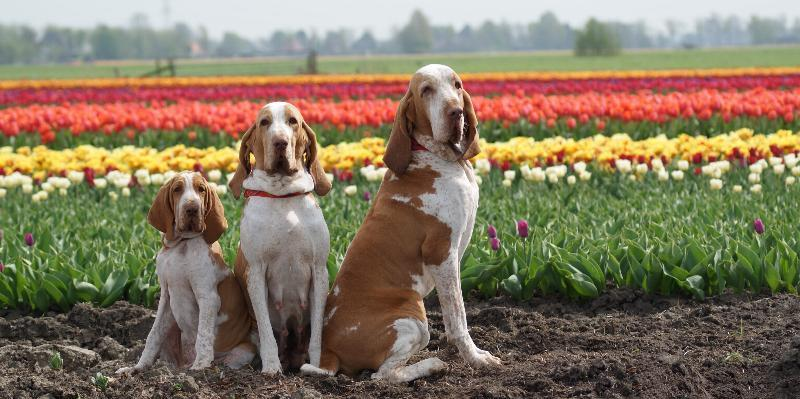
Bracchi Italiani nelle campagne di Zuidermeer